# Hilding Hagberg

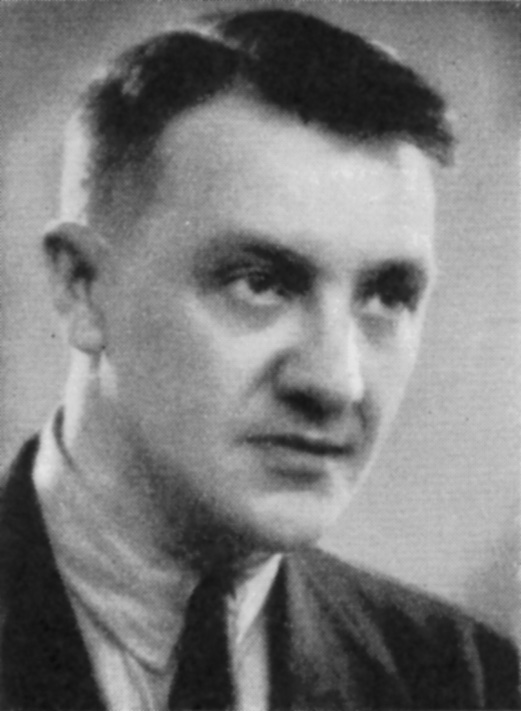
Hilding Hagberg.

Karl Hilding Hagberg, född 28 oktober 1899 i Gällivare, död 17 december 1993 i Luleå, var en svensk politiker och tidningsman. Hagberg var ledamot av Sveriges riksdags andra kammare 1933–1964 samt partiordförande i Sveriges kommunistiska parti (nuvarande Vänsterpartiet) 1951–1964.

## Biografi
Hilding Hagberg föddes i Gällivare, Norrbottens län. Han kom som 14-åring till Kiruna där han arbetade i gruvorna och engagerade sig fackligt och politiskt. Han gick med i Sveriges socialdemokratiska vänsterparti (mellan 1921 och 1967 Sveriges kommunistiska parti, SKP) 1917, samma år som partiet grundades. 1930 blev Hagberg invald i partiets politbyrå, och var bl.a. ordförande för partikongressen 1933 samt en del av den svenska delegationen till Kominterns sjunde kongress i Moskva 1935. 1930–1947 var Hagberg chefredaktör för Norrskensflamman i Luleå, och 1943–1958 var han politisk redaktör för partiets huvudorgan Ny Dag. Han hade en stark förankring bland norrbottenskommunisterna, där han också hade kommunala uppdrag, bl.a. som ledamot av Kiruna kommunfullmäktige 1926–1930, Luleå kyrkofullmäktige 1931–1934 och Norrbottens läns landsting 1934–1940.
Hagberg valdes 1951 till partiordförande i SKP efter Sven Linderot, och var känd för sin Moskvatrogna hållning. Han försvarade bland annat Sovjetunionens militära ingripande i samband med Ungernrevolten 1956, nedskjutningen av den svenska DC3:an över Östersjön 1952, byggandet av Berlinmuren, utvisningen av den sovjetiske författaren Aleksandr Solzjenitsyn samt ingreppen mot fackföreningen Solidaritet i Polen. I inrikespolitiken stödde han nästan alltid Socialdemokraterna mot borgerliga blockbildningar i riksdagen.
Vid 1964 års partikongress efterträddes Hagberg som partiordförande av C.-H. Hermansson. Han drog sig efter detta tillbaka till en pensionärstillvaro i Malexander. Där skrev han bland annat boken Röd bok om en svart tid, som behandlar SKP:s historia under andra världskriget. Han lämnade dock inte politiken helt. Sedan SKP (då under namnet Vänsterpartiet kommunisterna, VPK) fördömt Warszawapaktens invasion av Tjeckoslovakien 1968 och gått tillbaka stort i valet samma år, krävde Hagberg Hermanssons avgång som partiordförande. Hagberg ansåg att partiet skulle återgå till den Moskvatrogna, marxist–leninistiska linjen. I protest mot partiledningen skrev han: ”Det har skett i obalanserad förbittring över att Sovjetunionen jämte Bulgarien, Polen, TDR och Ungern sänt in trupper i det medallierade Tjeckoslovakien”.
1972 flyttade Hagberg tillbaka till Luleå och började åter regelbundet medverka i Norrskensflamman. Han blev en förgrundsfigur i norrbottenskommunisternas kamp mot Hermansson och Lars Werner och deras tidning Ny Dag.
Vid partisplittringen 1977, då en grupp Moskvatrogna bröt sig ur och bildade Arbetarpartiet kommunisterna (APK), gick Hagberg över till APK. Under 1980-talet utgavs Hagbergs skrift Socialismen i tiden i tre band på APK:s bokförlag Fram.
I augusti 1993 lämnade Hagberg APK. Avhoppet följde på avslöjandet samma år om att partiet under varje år mellan 1978 och 1990 mottagit kontanter – vanligtvis dryga miljonen – från det sovjetiska kommunistpartiet. Till ett sammanlagt värde av drygt 13 miljoner kronor i dåtida kronkurs. Hagberg angav även som skäl till avhoppet att han ansåg att partiet befann sig på "sönderfallets botten" och saknade framtid i svensk politik.
År 1995 utgavs Hagbergs memoarer Jag är och förblir kommunist postumt på Carlssons bokförlag. Sonen Harry Hagberg var chefredaktör för Norrskensflamman och partisekreterare i Arbetarpartiet kommunisterna.